# Pantopsalis coronata
Pantopsalis coronata är en spindeldjursart som beskrevs av Pocock 1903. Pantopsalis coronata ingår i släktet Pantopsalis och familjen Monoscutidae. Inga underarter finns listade i Catalogue of Life.